# モクシャ語
モクシャ語（モクシャご、モクシャ語: мокшень кяль）は、ウラル語族のフィン・ヴォルガ諸語に属する言語である。
母語話者数は約50万人である。モクシャ語はロシア連邦のモルドヴィア共和国西部において大多数が使用する言語である。言語分類的にエルジャ語と近い関係にあるが、それらの間に相互理解性（Mutual intelligibility）は無い。

## 言語名別称
- モルドヴィン・モクシャ語
- モクシャ・モルドヴィン語
- Mokshan
- Mordoff
- Mordov
- Mordvin-Moksha